# Курень (Запорожская Сечь)
Куре́нь (укр. курі́нь) — в XVI—XVIII веках военно-административная единица Запорожской Сечи, позже и Черноморского казачьего войска, а также тип подразделения (батальон), численностью в несколько сот казаков, в составе ряда окраинных (приграничных) национальных военных формирований в XX веке.
На тюркских языках «кура́», «кора́» — двор, огороженный забором участок.
У запорожцев курень или деревня каждая по 100 домов. Курень (малороссийское наречие — шалаш, палатка) в Запорожской сечи административное деление: несколько селений казаков (казачье поселение каждого села) составляли курень с куренным атаманом во главе.

## Этимология названия «курень»
Народная этимология объясняет, что подразделения Запорожской Сечи назывались куренями из-за того, что в первые времена существования Сечи запорожцы жили по шалашам. Эти шалаши были длинные, чтобы в каждом могли проживать несколько сотен казаков, покрывались они камышом, а сверху ещё и звериными шкурами, чтобы было зимой теплее. Со временем вместо куреней по сечам начали строить длинные дома, по 12—15 сажен длиной каждая хата, и хотя запорожцы жили уже по домам с самого начала XVII века, но зато эти дома начали называться куренями, потому что запорожцы привыкли к этому названию. Под Сечь запорожцы всегда выбирали сухое и высокое место на берегу Днепра или его пролива и, оставив посередине того места площадь, строили вокруг него длинные дома (курени), где казаки имели бы убежище во время непогоды.
Напротив, в научной этимологии слово курень возводится к тюркским языкам (как и многие другие слова из быта казаков — есаул, атаман, кош и само слово казак). М. Фасмер считает, что слово курень родственно чагатайскому слову kürän со значениями 1) «толпа, племя, отряд воинов» 2) «пекарня». Этимология, связанная с глаголом курить, по мнению Фасмера, неприемлема.

## В Запорожской Сечи
Воспоминания запорожца.
… Их было записано 40 тысяч, они делились на 40 куреней, или деревень, каждая по 100 домов. Этот народ, составившийся из представителей различных соседних наций, жил на берегах Днепра против порогов и оттуда расселялся по необъятным степям влево от Ингульца. Они почитали за честь жить холостыми, и законы их запрещали им жить с женщинами, поэтому в их среде и не встречалось последних. Любой беглец из Турции, Греции, Польши, России находил у них приют и мог записаться в запорожцы, если только подчинялся их законам. …— Жильбер Ромм. Путешествие в Крым в 1786 г. — Л.: Издание Ленинградского государственного университета, 1941. — 79 с.
Запорожский Кош (то есть, собственно, Сечь) исконно (то есть никто не помнит, с какого времени) состоял из 38 куреней, управляемых куренными атаманами.
Названия куреням были даны, в основном, в память о городах и селах, из которых вышли на Запорожье первые казаки, заложившие курень, по местности из которой традиционно происходили казаки этого куреня (Полтавский, Уманский, Каневский, Корсуньский, Батуринский и др.), некоторые из куреней были названы именем какого-либо прославленного куренного товарища или первого куренного атамана.
Каждый человек, принятый в казаки, входил в определенный курень. Курени состояли только из «товариства», то есть холостых казаков, имеющих право жить в Сечи, тогда как женатые жили по паланкам и считались в «подданстве».
Каждый курень имел своё хозяйство.
Когда Войско Запорожское выступало в поход по суше, то делилось оно не на курени, а на полки (паланки) так, что полк состоял из казаков трех и четырёх куреней.
Во главе куреня стоял атаман. Атамана выбирал куренной казацкий совет — куренная рада. Куренная рада имела широкие военно-административные компетенции и решала некоторые судебные дела. Куренной атаман хранил куренную казну, отвечал за обеспечение куреня топливом и продовольствием, вел куренные списки, следил за передвижением казаков.
1 января каждого года в Сечи созывалась собиралась Сечевая рада, в которой участвовали с одинаковыми правами все запорожцы. Перед этим на куренной раде каждый курень выбирал себе на весь год куренного атамана и повара, а после этого все курени вместе выбирали кошевого атамана, войскового судью, писаря и есаула и ещё подстарших: казначея, пушкаря, довбыша, хорунжего, бунчужного и других правительственных лиц.

## Список запорожских куреней
Источники. Наименования куреней цитируются по Савельеву (если не указано иное).
1. Батуринский — от городка Батурин (на территории нынешнего Бахмачского района Черниговской области), расположенного на левом притоке Десны Сейме. В 1669—1708 годах Батурин был резиденцией гетманов Демьяна Многогрешного, Ивана Самойловича, Ивана Мазепы, в 1750—1764 годах — Кирилла Разумовского.
2. Брюховецкий — назван в честь основателя куреня, гетмана Ивана Брюховецкого.
3. Васюринский (Васюренской[8]) — название связано с казаком Иваном Васюриным.
4. Ведмедовский (Медведевской[8] Медведовский, Медведевский) — от села Медведевка, лежащего на берегу правого притока Днепра р. Тясмине (теперь в Чигиринском районе Черкасской области).
5. Величковский — назван в честь его первого куренного атамана казака Величко.
6. Вышне-Стеблиевский (Верхний Стеблиевской[8], укр. Вищестебливський) — от городка Стеблёв, лежащей на правом притоке Днепра Роси в Корсунь-Шевченковском районе Черкасской области
7. Деревянивский (Деревянковской[8], Деревянкивский[9])
8. Джерелиевский (Жераловской[8]) — название происходит от украинского джерело́ — источник.
9. Донской (Денский[9], Динский) — от реки Дон и Северский Донец (так до сих пор произносит это название население Среднего Дона между его притоками Богучар и Девицей, которые являются потомками казаков Острожского слободского казацкого полка)
10. Дядьковский (Дядковской[8], Дядкивский[9])
11. Иванивский (Ивановской[8])
12. Ирклеевский — от поселка Ирклиев (ныне село в Чернобаевском районе Черкасской области) на левом берегу Днепра возле устья реки Ирклей.
13. Калниболотский (Кониболоцкой[8]) — от городка Калниболото (с 1795 г. Катеринополь, райцентр Черкасской области совместно, расположенный на реке Гнилой Тикич.
14. Каневский — от города Канев на правом берегу Днепра (ныне райцентр Черкасской области).
15. Кисляковский — от села Кисляк на реке Соб, левом притоке Южного Буга в Гайсинском районе Винницкой области.
16. Конеловский (Конелевской[8]) — от названия местечка Конелой на одноименной речке, совр. село Конела в Жашковском районе Черкасской области.
17. Кореновский (Куренивской[8]) — от села Коренивка Овручского района Житомирской области.
18. Корсунский — от города Корсунь на реке Рось (ныне райцентр Черкасской области Корсунь-Шевченковский).
19. Крылевский (Крыловской[8]) — от города Крылов, что до затопления его водами Кременчугского водохранилища стоял при устье Тясмина в Кировоградской области.
20. Кущёвский — от села Кущевка на реке Орель в Царичанском районе Днепропетровской области на территории Протовчанской паланки
21. Леушковский (Левушковской[8]) — от села Леухи на реке Сороке в Ильинецком районе Винницкой области
22. Минский (Мынской[8], Менский) — от города Мена (ныне райцентр Черниговской области) на правом притоке Десны Мене. Во времена Богдана Хмельницкого был центром Менской сотни Черниговского казацкого полка.
23. Мышастовский (Мишастовский)
24. Незамаевский (Незаймалевской[8], Незамайковский)
25. Нижне-Стеблиевский (Нижний Стеблиевской[8], укр. Нижчестеблівський) — от городка Стеблев, лежащей на правом притоке Днепра Роси (ныне в Корсунь-Шевченковском районе Черкасской области)
26. Пашковский
27. Переяславский (Переясловской[8]) — от города Переяслав (теперь райцентр Киевской области) над рекой Трубеж.
28. Пластунивский (Пластуновской[8]) — название куреня происходит от пластунов — пеших казаков-разведчиков.
29. Платнировский
30. Полтавский — от нынешнего областного центра Полтава на реке Ворскла.
31. Поповичевский — создание Поповического куреня связывают с именем Иван Самойловича которого часто именовали «Гетманом, поповическим сыном, Самойловичем».
32. Сергиевский
33. Рогеевский (Роговской[8]) — от села Рогов Маньковского района Черкасской области.
34. Тимошевский (Тымошевской[8]) — от села Тимошовка Маньковского района Черкасской области.
35. Титаровский (Татаровской[8])
36. Уманский (Гуманской[8]) — от города Умань на реке Уманка
37. Щербиновский
38. Шкуринский (Шкуренской[8]) — назван в честь кошевого атамана Леско Шкуры.

## На Кубани
При переселении на Кубань сохранился традиционный куренной состав Черноморского войска. К традиционным запорожским куреням было добавлено два дополнительных.

## На Украине
В XX веке куренем называли ряд подразделений, соответствующих войсковому батальону, в составе ряда сепаратистских украинских национальных военных структур:
- Украинских сечевых стрельцов
- Украинской галицкой армии

## УССР
А также во время Второй мировой войны — наименование подразделений из числа украинских коллаборационистских формирований в составе
- ОУН(м) — полувоенные подразделения, выполнявшие функции вспомогательной полиции на оккупированной немецкими войсками территории УССР:
  - Буковинский курень
  - Киевский курень
- Украинской повстанческой армии
- Украинской освободительной армии